# 湖熟文化

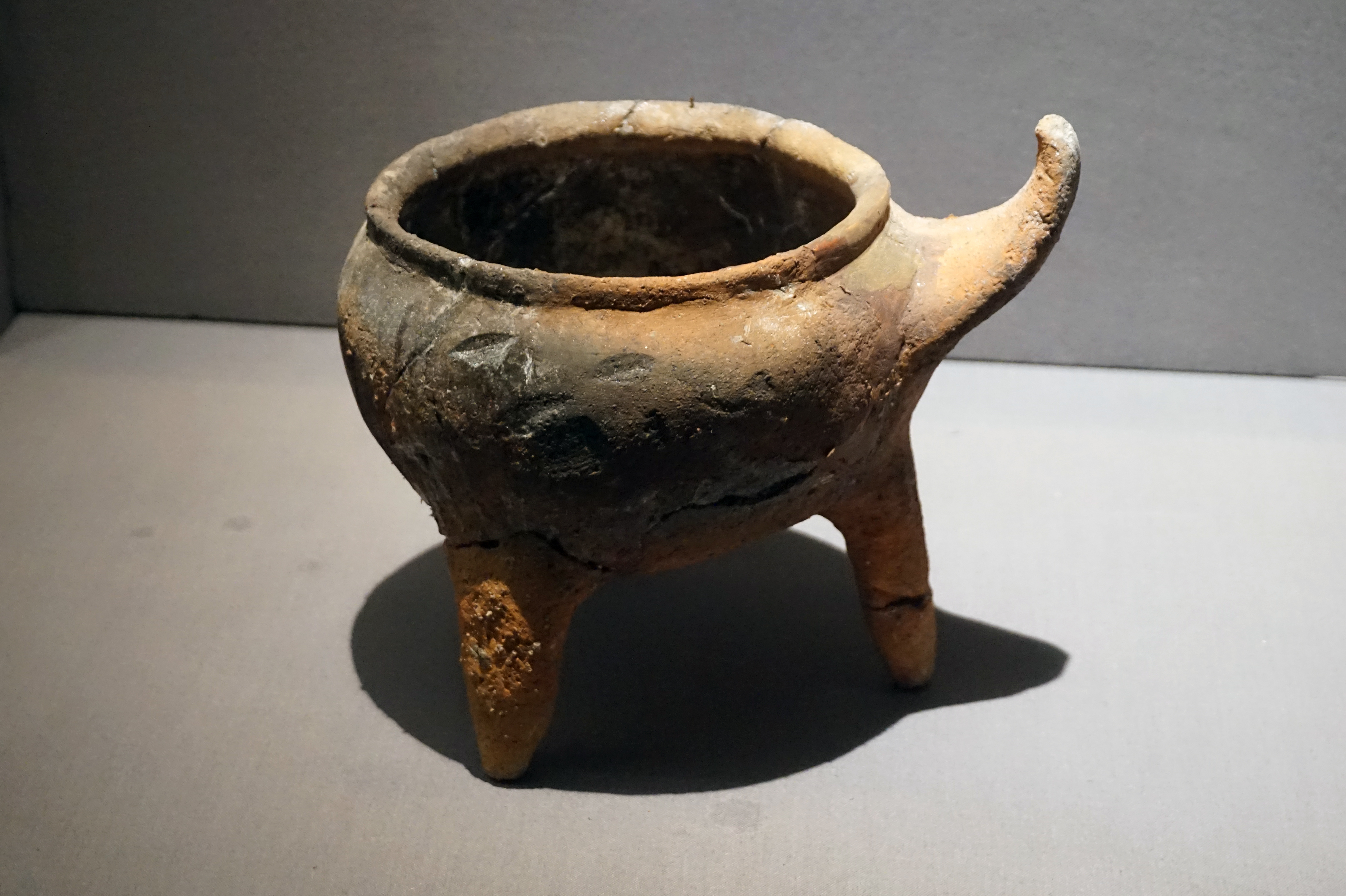
湖熟文化陶鼎，南京市博物馆藏

湖熟文化是中國江南地區的史前文化，约存在于公元前2000年至1000年，該文化的遺址分布主要在今天的南京、鎮江等地，擴及太湖流域。其文化存在時間相當於中原地區的商朝、周朝。

## 简介
湖熟文化最早在1951年於南京市江宁区湖熟鎮發現，因而得名，至1959年由南京博物院的學者尹煥章、曾昭熵發表文章說明確認其範圍。
湖熟文化遺址大多在河湖沿岸的土墩山丘上為主（因此稱作台型遺址），建材有用火烤的痕跡最具特色的工具是印紋陶的使用，仍以石器為主要的工具，但已具有青銅器鑄造的技術。從農具和動物骨的遺跡判斷，農業、畜牧業有一定的水準，但從大量狩獵工具的出土來看，漁獵仍十分重要。從大量卜骨的出土可看出當時人喜好占卜。
從陶器以及青銅器的特徵來看，該文化與商、周文化之間有互相接觸，尤其到西周時期更為明顯，可反映出西周時代政治文化力量對南方的影響。

## 外部參考
- 張光直中國古代考古學（瀋陽：遼寧教育出版社，2002）ta 421-427.